# Telugu Desam Party
Telugu Desam Party (TDP, hindi तेलुगु देशम पार्टी, telugu తెలుగుదేశం పార్టీ) – partia polityczna pochodząca ze stanu Andhra Pradesh w  Indiach (siedziba władz znajduje się w stolicy tego stanu  Hajdarabadzie). Została założona w 1982 roku przez N.T. Rama Rao. Aktualnym liderem partii jest Nara Chandrababu Naidu. 
Wchodzi w skład koalicji Narodowy Sojusz Demokratyczny założonej przez Indyjską Partię Ludową. Młodzieżówką partii jest Telugu Yuvatha.
W wyborach parlamentarnych w 2004 roku partia uzyskała 11 844 811 głosów (3.0% ogółu), co dało jej 5 mandatów.